# Reprezentacja Hiszpanii w futsalu mężczyzn
Reprezentacja Hiszpanii w futsalu – zespół futsalowy, biorący udział w imieniu Hiszpanii w meczach i sportowych imprezach międzynarodowych, powoływany przez selekcjonera, w którym mogą występować wyłącznie zawodnicy posiadający obywatelstwo hiszpańskie.

## Udział w mistrzostwach świata
- 1989 – Faza grupowa
- 1992 – Trzecie miejsce
- 1996 – Wicemistrzostwo
- 2000 – Mistrzostwo
- 2004 – Mistrzostwo
- 2008 – Wicemistrzostwo
- 2012 – Wicemistrzostwo
- 2016 – Ćwierćfinał
- 2021 – Ćwierćfinał

## Udział w mistrzostwach Europy
- 1996 – Mistrzostwo
- 1999 – Wicemistrzostwo
- 2001 – Mistrzostwo
- 2003 – Trzecie miejsce
- 2005 – Mistrzostwo
- 2007 – Mistrzostwo
- 2010 – Mistrzostwo
- 2012 – Mistrzostwo
- 2014 – Trzecie miejsce
- 2016 – Mistrzostwo
- 2018 – Drugie miejsce
- 2022 – Trzecie miejsce